# Нархост
Нархост е една от двете кули, известни като Зъбите на Мордор, които се намирали на двата хълма от двете страни на черната порта. Нархост и другата кула Кархост били издигнати от гондорците след поражението което нанесли на Саурон. С времето обаче намаляването на силата на Гондор се усетило от силите на злото и Нархост била превзета от Саурон след като била изоставена. По този начин саурон се завърнал в Мордор и войските му остановили контрол над двете стражеви кули и по времето на Войната за пръстена те представлявали част от защитните укрепления на Саурон.